# Anemopaegma colombianum
Anemopaegma colombianum là một loài thực vật có hoa trong họ Chùm ớt. Loài này được (Sandwith) A.H.Gentry mô tả khoa học đầu tiên năm 1976.